# 川村矯一郎
川村 矯一郎（かわむら きょういちろう、嘉永5年（1852年） - 明治24年（1890年）1月）は、明治時代の篤志家、自由民権運動家。静岡監獄副典獄（副刑務所長）。政治犯として入獄していた際に金原明善と出会い、後に明善とともに出所者の保護事業に参画し、近代日本における更生保護の発展に寄与した人物として知られる。

## 経歴

### 前史
1852年（嘉永5年）、中津藩の下級武士の子として生まれる。国学者・水戸学者である渡辺重石丸が主催する私塾・道生館にて、後に国学者となる増田宋太郎らとともに学び、尊王攘夷思想を持つようになる。増田とは終生の盟友であり、明治維新後も自由民権運動に共に携わることとなる。

### 自由民権運動
自由民権運動では増田とともに1874年（明治7年）に政治結社『共憂社』を創設し、1875年（明治8年）には大阪の愛国社会議にも出席していた。1877年（明治10年）に勃発した西南戦争には参戦しなかったものの、民選議院の成立には政府転覆が必要と考えた大江卓の説得を受けて重臣を暗殺しようと計画し、岩崎昂とともに準備していたところを6月25日に大阪で逮捕され、7月26日に東京へ身柄を送られた。後に立志社の獄と呼ばれるこの騒動により、矯一郎は禁固2年を言い渡された。

### 出所者の保護事業
立志社の獄により3度目の入獄となった矯一郎は静岡監獄に収監されるが、そこで同じく立志社の獄に連座し静岡監獄に収監されていた岡本健三郎の紹介を受けて金原明善と出会う。矯一郎は食事が不十分で不衛生な監獄の熾烈な環境を明善に話したところ、明善はいたく同情して1880年（明治13年）に出所者の保護を目的とした勧善会を組織する。また、出所後は明善が率いる天竜川の治水事業に尽力していた。その後、1882年（明治15年）には関口隆吉県令のもと矯一郎は静岡監獄の副典獄（副刑務所長）に採用され、監獄内の待遇改善、囚人の訓戒に注力した。1888年（明治21年）には、勧善会を社団法人としての静岡県出獄人保護会社に改組し、矯一郎は副社長として日本で最初に出所者の保護事業に着手した。この出獄人保護会社は出所者が会社での労働で得た賃金の内、生活費を控除した分を会社が積み立てを行い、積立額が55円が達した際に出所者へ返金されて新生活に資本とする仕組みになっていた。
しかし、まもなく矯一郎は肺炎に罹り、1890年（明治24年）1月に事業の発展を見ることなく逝去する。だが、この会社の設立を契機として浄土真宗本願寺派や真宗大谷派等の宗派や僧侶やキリスト教徒の一部の個人によって各地に釈放者保護団体が設置されるようになり、現在の保護司制度の原点となったとされる。なお、静岡県出獄人保護会社は、後に組織を改めて財団法人としての「静岡県勧善会」となり、今も更生保護事業を進めている。